# Фема

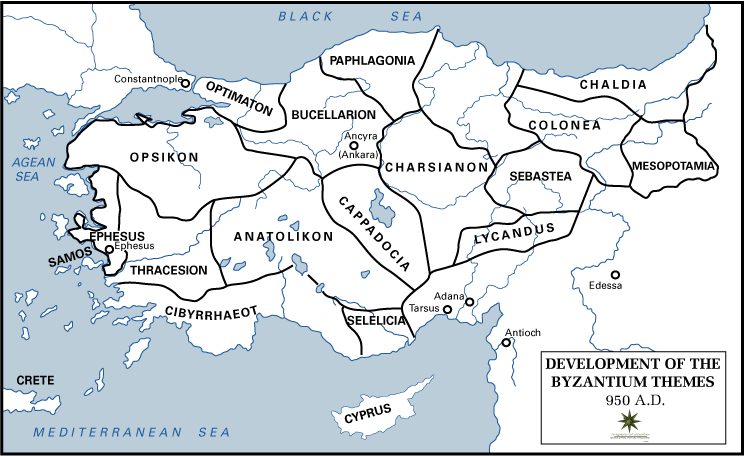
Феми в 950 році

Фе́ма (або Фем) — термін візантійського адміністративного і військового устрою. Значення його пояснюється неоднаково різними письменниками. У класичних письменників слово Фема має значення «твердження», «положення», звідки відбувається і шкільний вираз, що досі вживається, «тема», також «основа», в протилежність до флексії. У юридичних пам'ятниках воно означає «даний випадок» або «певний пункт». У мові середньовічних грецьких письменників, починаючи з VI–VII століття, воно починає набувати технічного смислу і позначає військову частину або військовий відділ, а також цивільний округ або адміністративну одиницю, із спеціальним пристроєм урядових органів, пристосованим для найуспішнішого відбування військової повинності.
У Х столітті військове управління візантійської імперії зосереджувалося в 26 військово-адміністративних округах, що називалися фемами, і що підлягали під начальство «стратигів», які користувалися, мабуть, не тільки військовою, але і цивільною владою в підлеглих ним округах. Коли і за яких обставин відбувався перехід візантійського устрою до фемного порядку — це складає предмет розбіжності між дослідниками: найімовірніше, що до VII в. перехід до фемного ладу вже здійснився в значній частині імперії (всього раніше на межах). Наступники Іраклія, говорить Костянтин Порфірородний, роздрібнили імперію на дрібні частини і на військові розряди з прихильності до еллінського і зневаги до римської мови. Хоча більшість учених схиляються до думки, що первинне і найстародавніше значення терміна «Фема» є військовий загін і що лише з часом воно переходить на цивільну область або на військовий округ під владою стратіга, але можна думати, що з поняттям про Феме завжди з'єднувався і цивільний округ, в який входили жителі міст і сіл, що відбували певні державні повинності, в числі яких була і військово-податкова.
Кожна фема мала свій штаб, канцелярію, чиновників для особливого доручення стратіга. Фемне ополчення поділялося на три турми, на чолі яких стояли турмархи. Турма в свою чергу поділялась на декілька банди, на чолі яких стояв другнарій банд або коміт. Кожна банда складалась від 100 до 400 осіб, в залежності від розміру феми.
Основою фемного війська було ополчення стратіотів. Це були переважно селяни, котрі мали земельний наділ, позбавлялись від певних податків та повинностей. Прикликаний стратіот повинен був екіпірувати себе за власні кошти. Більш багаті стратіоти могли виставляти замість себе іншу особу. Головною умовою було те, що вартість земельної ділянки повинна була відповідати кількості виставлених від її хазяїна воїнів.